# Mithril
Mithril is een fictief metaal uit het werk van de Engelse schrijver J.R.R. Tolkien.
Mithril werd ook wel waar-zilver of Moria-zilver genoemd. In het boek De Hobbit werd het zilverstaal genoemd. 
Mithril werd in het begin van de Tweede Era onder de berg Caradhras gevonden. Vooral om deze vindplaats te ontginnen vestigden de Dwergen hier het Dwergenkoninkrijk Moria. Het is de enige vindplaats van het metaal en de voornaamste rijkdom van de Dwergen in Moria. Maar door hun hebzucht naar mithril groeven de Dwergen te diep en wekten ze een demon van de oude tijden, een Balrog van Morgoth.

## Uiterlijk
Mithril is opmerkelijk licht en tegelijk even opmerkelijk hard. Het is zeer makkelijk te bewerken: het kan gesmeed worden als koper, of geslepen als glas. Het werd gebruikt om uitrustingen en sieraden van te maken. Ten tijde van Frodo is mithril meer waard dan goud, voornamelijk doordat Sauron het begeerde en de Orks alle mithrilvoorraden als schat naar hun duistere meester stuurden.
De "Deur van Moria", die door de Wachter in het water werd verwoest nadat het gezelschap van de Ring erdoor was gevlucht, was ingelegd met een bewerkte versie van mithril, genaamd ithildin, dat alleen maan- en sterrenlicht weerspiegelde.

## Rol in de verhalen van Tolkien
De hobbit Bilbo Balings krijgt na zijn expeditie naar Erebor als dank voor de bewezen diensten onder andere een maliënkolder van mithril mee naar huis. Hij geeft hem in Rivendel aan zijn neef Frodo. Dat 'hemd' van mithril was volgens Gandalf meer waard dan de complete Gouw met inhoud. Bij de gebeurtenissen van de Oorlog om de Ring draagt Frodo de maliënkolder. Die redt zijn leven wanneer een trol in Moria hem aanvalt.
Arwen, de dochter van de Elfenheerser Elrond, draagt een halsketting van mithril. Ze geeft de halsketting cadeau aan Frodo, vlak voordat hij vertrekt naar de Grijze Havens.

## Mithril in spellen
- In het spel Terraria krijgt men - na het verslaan van de Wall of Flesh - de mogelijkheid om met de Pwnhammer - die men heeft gekregen - Demon Altars kapot te maken om zo de wereld te zegenen met de ertsen Kobalt, Mithril en Adamantite.
- In het rollenspel Dungeons and Dragons heet het materiaal om copyrightredenen mithral en is het even sterk als ijzer, maar een stuk lichter.
- In de Final Fantasy-games komen ook mithril-wapenrustingen, -zwaarden en -schilden voor. In tegenstelling tot wat men van de boeken van Tolkien zal verwachten, zijn deze wapenrustingen vergeleken met andere slechts van middelmatige kwaliteit. Men krijgt ze ongeveer halverwege het spel en gebruikt ze een tijdje tot betere wapens en wapenrusting gevonden wordt.
- Ook in het spel RuneScape is sprake van mithril, al is dat blauw van kleur.
- In The Elder Scrolls IV: Oblivion wordt mithril gebruikt als uitrusting.
- In het online-spel World of Warcraft wordt mithril gebruikt door de smeden om uitrustingen en wapens te maken die het beste passen bij karakters met een niveau van 35-50. Er is ook een queestelijn die de mogelijk geeft een set van "ornate mithril" te maken. Deze queestelijn is van de Orde van Mithril. In "drops" in de wereld komen ook voorwerpen van mithril voor.
- In het avontuur van Lara Croft, Tomb Raider: Underworld speelt de hamer van Thor een belangrijke rol. Deze is gemaakt van mithril.
- In het online spel Shadowbane is mithril een grondstof die gebruikt kan worden om wapens en uitrustingen te maken.
- In De Sims Middeleeuwen wordt mithril door smeden gebruikt voor het maken van magische objecten.
- In Guild Wars 2 wordt mithril gebruikt om wapenuitrustingen te smeden.
- In Lord of the Rings Online kunnen mithrilvlokken gevonden worden in de Mijnen van Moria.
- In Dota 2 kan het 'item' mithril hammer gekocht worden. 'een hamer gesmeed uit puur Mithril'.
- In de Diablo-series wordt Mithril gebruikt in verschillende wapens en harnassen .